# インド省
インド省（英: India Office）は、かつて存在したイギリスの中央官庁の一つ。インド植民地支配に関する事務を取り扱った。インド大臣が統括した。

## 歴史
インドを植民地支配するイギリス東インド会社の監督のために1784年にイギリス首相ウィリアム・ピット（小ピット）が創設したインド庁を前身とする。1858年にインド大反乱が鎮圧されたのを機に東インド会社によるインド統治がヴィクトリア女王（女王陛下の政府）による直接統治に切り替えられ、この際にインド庁と東インド会社役員会も廃止され、インド大臣職とインド省が設置された。
インド大臣(インド省)とインド総督(インド総督府)の関係はインド大臣がロンドンから命令を発し、現地に派遣されるインド総督がその命令を実行することが建前だったが、インド総督はあくまでインド皇帝(イギリス国王)の名代(Viceroy)であってインド大臣の代理(Agent)ではないとも定められていた。そのため現実にはインド大臣とインド総督の関係に決まったパターンはなく、個々の大臣・総督によって大きく異なった。第9代エルギン伯ヴィクター・ブルースのような官僚的な人物が総督になるとインド総督はインド大臣に忠実に行動することが多かったが（エルギン伯は一日に二度インド省に連絡し、指示を仰いだといわれる）、初代カーゾン男爵ジョージ・カーゾンのような実力者が総督となった場合には「インド大臣はインド総督府の駐英大使に過ぎない」と揶揄されるほど影が薄くなることもあった。ただ一般的な傾向として1870年にインドとロンドンの間に電信が開通した後、インド大臣のインド植民地統治への影響力は大きくなったといえる。
1937年に英領インド帝国からビルマが切り離されたのに伴い、インド省と別にビルマ省が設置された（大臣はインド大臣と同じ人物が務め続け、インド＝ビルマ大臣に改名された）。しかし1947年にインドとパキスタンが独立したことでまずインド省とインド大臣のポストは廃止された。